# Симфонія № 39 (Міхаель Гайдн)
Симфонія № 39, сі мажор — симфонія Міхаеля Гайдна, яка була написана у Зальцбурзі 1788 року.

## Структура
Складається з трьох частин:
1. Allegro con spirit
2. Andante in G major
3. Fugato. Molto vivace